# 謝里爾 (蒙大拿州)
謝里爾（英語：Sherryl）是位於美國蒙大拿州格拉尼特縣的非建制地區。

## 地理
謝里爾所處的海拔為高於海平面1314米（即4311英呎），而該地所採用的時區為UTC-6，即北美山地時區（MST）。同時該地設有夏令時間，為UTC-7調快一小時，即UTC-6（MDT）。